# Littorophiloscia culebrae
Littorophiloscia culebrae is een pissebed uit de familie Philosciidae. De wetenschappelijke naam van de soort is voor het eerst geldig gepubliceerd in 1901 door Moore.